# Церква перенесення мощей Святого Миколая (Новий Роговець)
Церква перенесення мощей Святого Миколая в Новому Роговці — парафія і храм греко-католицької громади Збаразького деканату Тернопільсько-Зборівської архієпархії Української греко-католицької церкви в селі Новий Роговець Тернопільського району Тернопільської области.

## Історія церкви
Релігійна громада була утворена 22 травня 1994 року, у цей же день освятили фігуру Матері Божої. Храм, зведений у 1997 році, спроєктував тернопільський архітектор Ярослав Козіня. Кошти на будівництво надали парафіяни та місцевий колгосп «Колос». Іконостас виготовили парафіяни з міста Хирова на Львівщині, а розписом церкви в 1996–1997 роках займалися Ярослав Загибайло та Роман Заяць.
Храм був освячений владикою Михаїлом Сабригою 18 травня 1997 року, який також здійснив візитацію парафії того ж року.
На парафії активно діють: братство Матері Божої Неустанної Помочі, Марійська і Вівтарна дружини, а також спільнота «Матері в молитві». На території церкви розташовані фігура Матері Божої і три хрести.

## Парохи
- о. П. Кіжик (до 1946),
- о. А. Бай (1990—2001),
- о. Й. Янішевський (1990—2001),
- о. Михайло Бедрій (з 24 січня 2001),
- о. Назарій Вінтолюк (з 29 жовтня 2013).